# Tin-Tin
Tin-Tin is een personage uit de poppentelevisieserie Thunderbirds en de drie op deze serie gebaseerde films. Ze is de assistente van Brains, de dochter van Kyrano en het vriendinnetje van Alan.
Christine Finn verzorgde de stem van Tin-Tin in de televisieserie en de eerste twee films. In de live-actionfilm uit 2004 werd Tin-Tin gespeeld door Vanessa Anne Hudgens.

## Biografie
Tin-Tin werd geboren op 20 juni 2004-2043. Ze is de dochter van Kyrano, en daarmee ook het halfnichtje van The Hood.
Tin-Tin heeft op kosten van Jeff Tracy hogere wiskunde, bouwkunde en technologie gestudeerd aan universiteiten in Europa en Amerika. Jeff betaalde Tin-Tins studie bij wijze van beloning voor haar vaders trouwe dienst. Direct na haar studie ging ze werken bij International Rescue.
Tin-Tin was zelf een van de eerste mensen die gered werden door International Rescue. In de aflevering Trapped in the Sky was ze een passagier aan boord van het Fireflash-vliegtuig dat door The Hood werd gesaboteerd.
Tin-Tin werkt vooral als assistente van Brains en helpt hem geregeld bij het onderhoud aan de vele Thunderbirdmachines. In de aflevering Sun Probe ging ze voor het eerst mee op een reddingsmissie samen met Scott en Alan.
Tin-Tin is een ervaren pilote, wat ook bleek in de film Thunderbird 6. Ze heeft een oogje op Alan.

## Film uit 2004
In de film Thunderbirds uit 2004 was Tin-Tin een van de drie hoofdpersonages waar de film om draaide. Ze was in de film een stuk jonger dan in de serie (een jaar of 13-14). Tevens beschikte ze in de film net als haar oom The Hood over telekinetische gaven. Deze gave was cruciaal bij het verslaan van The Hood in de climax van de film.

## Thunderbirds Are Go
In Thunderbirds Are Go, een remake van de originele serie, heeft Tin-Tin een nieuwe naam gekregen: Tanusha "Kayo" Kyrano. In deze serie is ze hoofd van de beveiliging van Tracy Island, en vergezelt geregeld Alan Tracy in Thunderbird 3. Reeds in de pilotaflevering wordt bekend dat ze het nichtje is van The Hood. Tevens heeft ze in deze serie haar eigen voertuig: Thunderbird Shadow.

## Voetnoot
1. ↑  Deze datum is afkomstig uit de karakterprofielen van de Nederlandse dvd-reeks Thunderbirds.